# ゴードン・バンシャフト

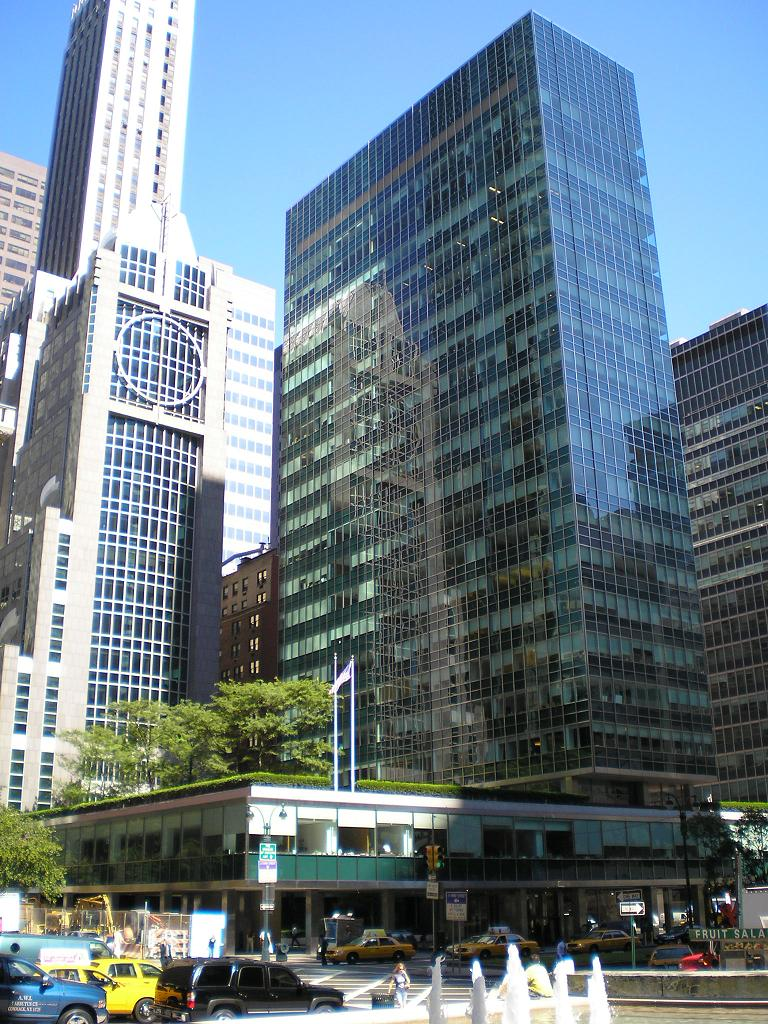
リーバ・ハウス（1951年）

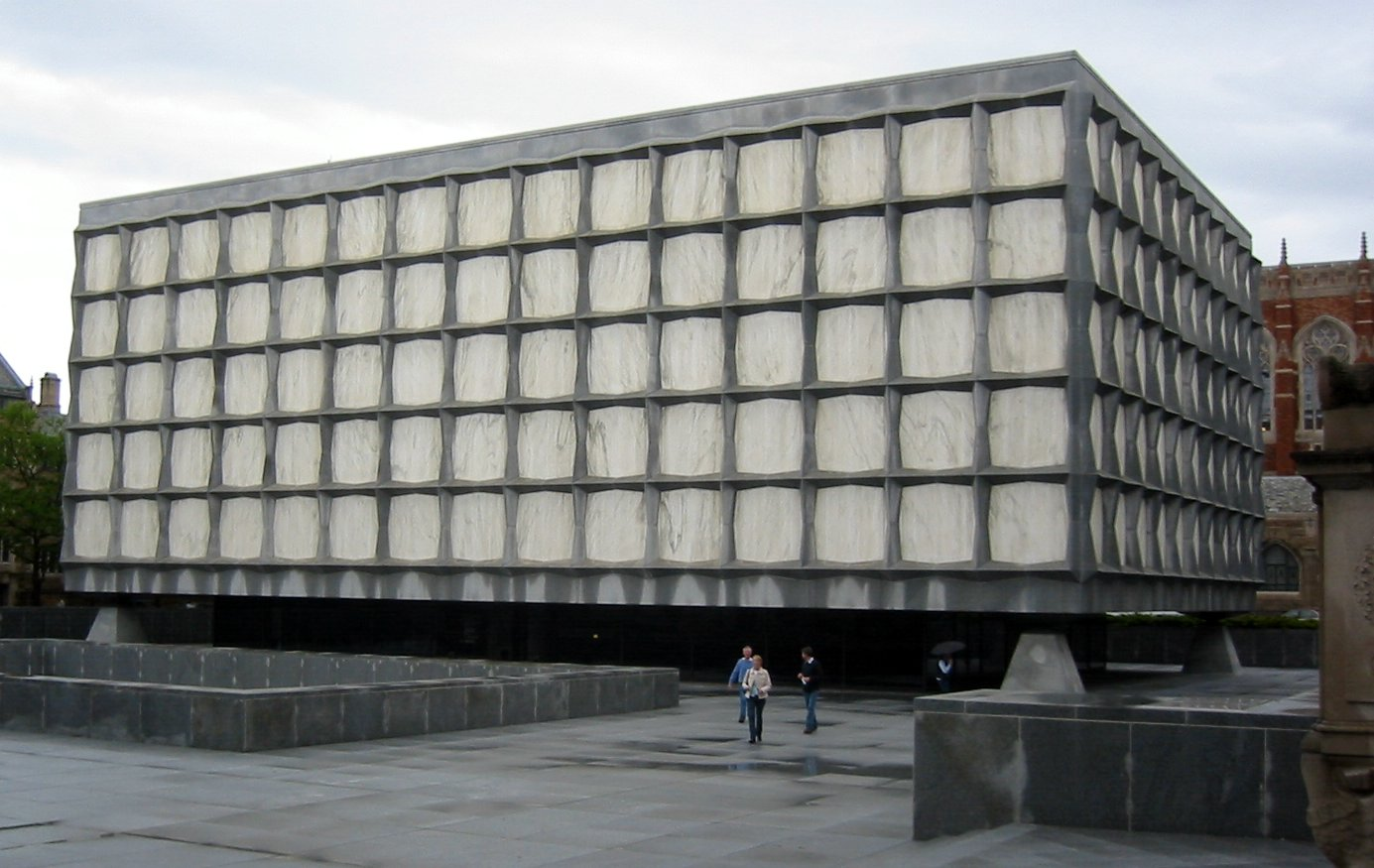
ベイニッケ貴重書図書館

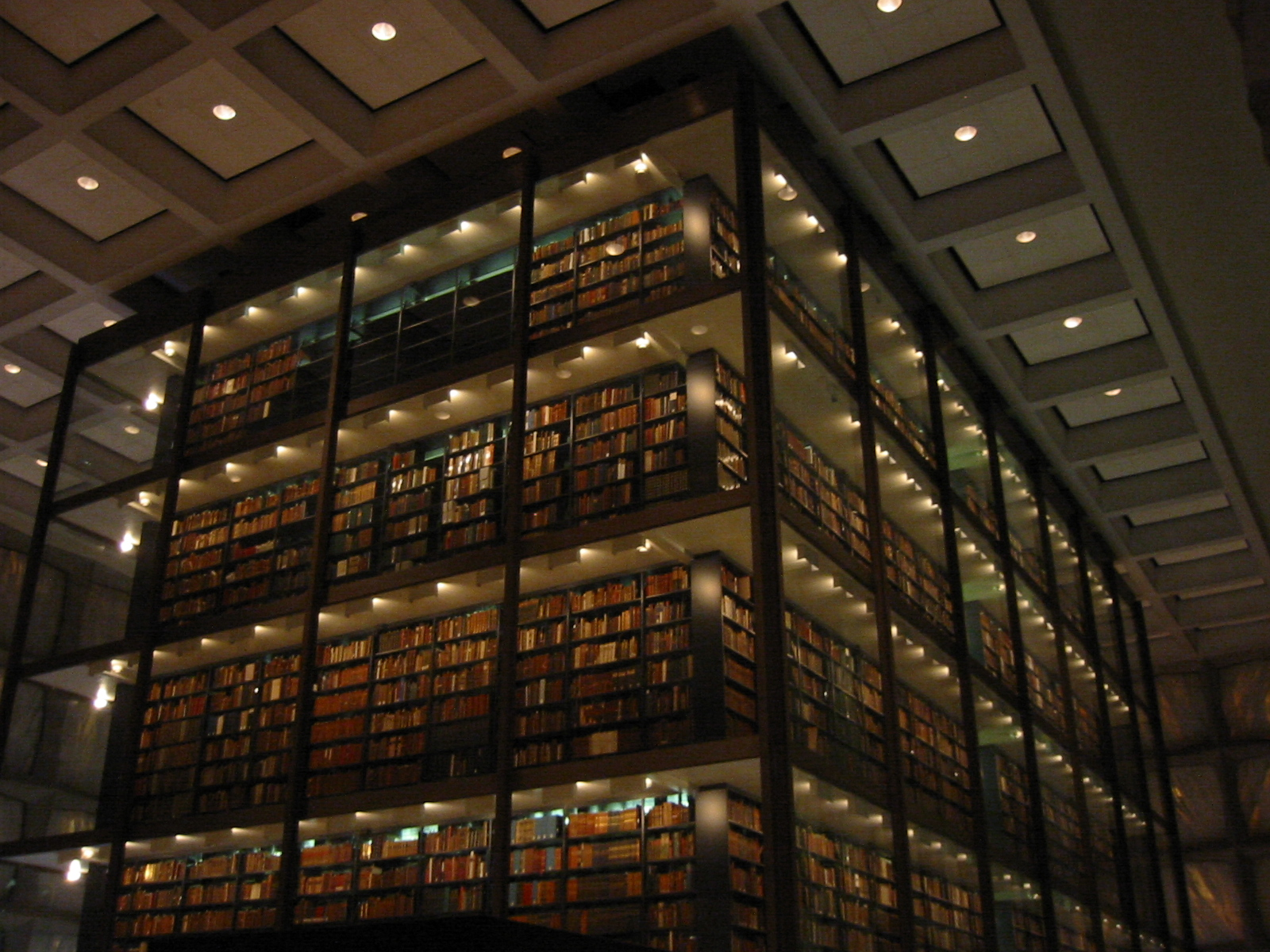
ベイニッケ貴重書図書館内部

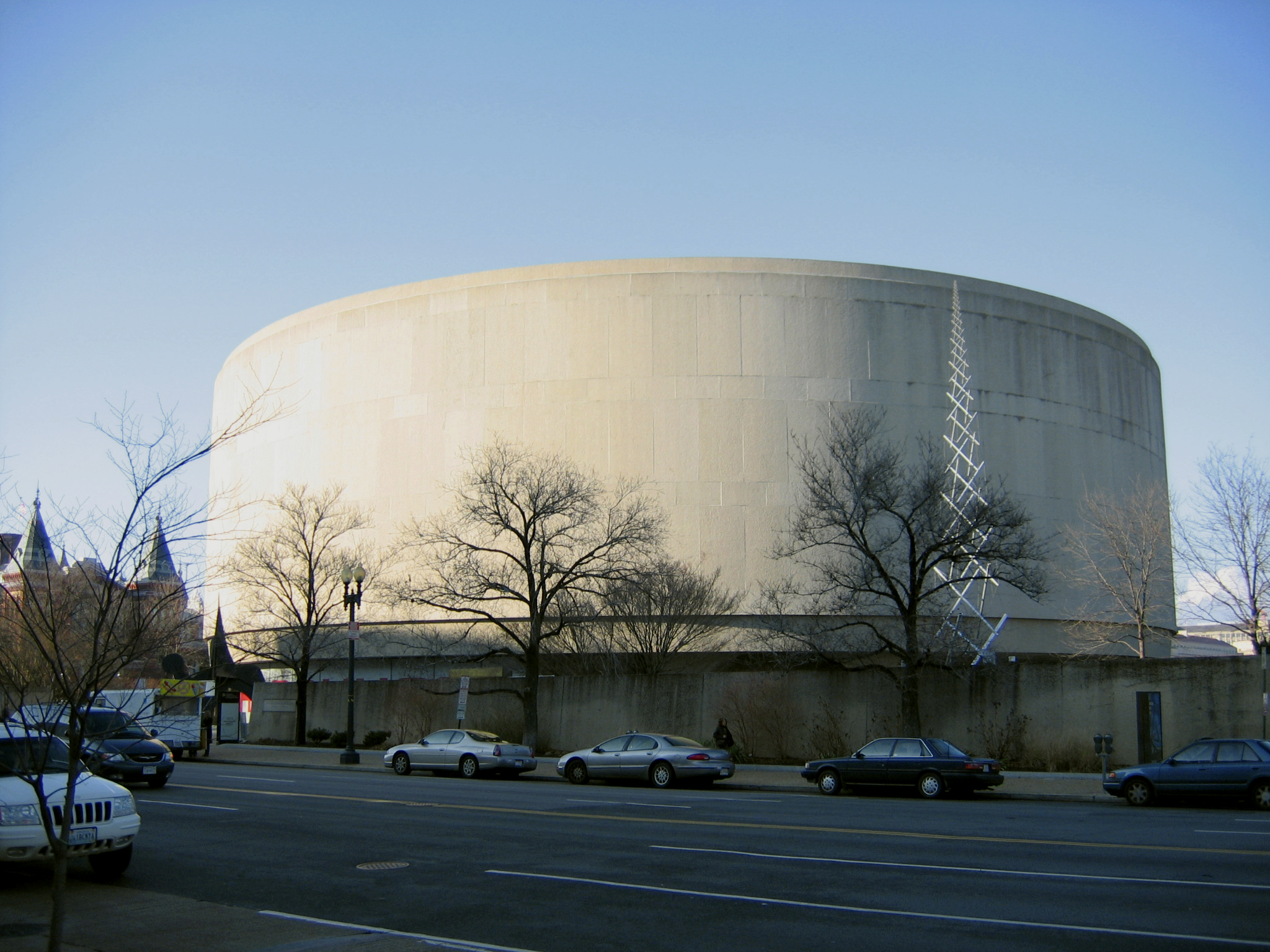
ハーシュホーン博物館と彫刻の庭

ゴードン・バンシャフト（Gordon Bunshaft, 1909年5月9日 – 1990年8月6日）は20世紀のアメリカ合衆国を代表する建築家の一人。アメリカの大手建築設計事務所、スキッドモア・オーウィングズ・アンド・メリル (SOM) の一員として超高層ビルなど優れた建物を数多く手がけた。プリツカー賞も受賞している。

## 生涯
ニューヨーク州バッファローのユダヤ人の家庭に生まれる。マサチューセッツ工科大学を1933年に卒業、1935年に修了し、1937年までヨーロッパへ研修旅行に出かけた。最初はニューヨーク近代美術館建設などを手がけたモダニズム建築家、エドワード・ダレル・ストーンのもとで働いた。次いで流線型機関車や企業ロゴデザインなどを手がけていたインダストリアルデザイナー、レイモンド・ローウィのもとで働いたが、彼の仕事をあまり信用できないものだと考えたバンシャフトは3ヶ月で彼の元を去り、1936年にシカゴで創業したばかりの建築設計事務所、スキッドモア・オーウィングズ・アンド・メリル (SOM) のニューヨーク事務所に入り、そのパートナーとなった。第二次世界大戦中は陸軍工兵隊に徴兵され、戦後SOMに復帰した。
バンシャフトは若い頃にミース・ファン・デル・ローエやル・コルビュジエなどから影響を受けたモダニストであった。彼の最も著名な作品は、1951年 - 1952年にニューヨークに作られた超高層ビル、「リーバ・ハウス」である。石鹸などを扱う化学会社、リーバ・ブラザーズ社（Lever Brothers、ユニリーバの米国子会社）の本社として建てられたこの箱型のビルは、ニューヨーク最初のガラス・カーテンウォール工法のビルでもあった。また、1953年にニューハンプシャー州ハノーバーに建設された「マニュファクチャラーズ・ハノーバー・トラスト・ブランチ・バンク（Manufacturers Hanover Trust Branch Bank）は、東海岸に戦後初めて建設された透明な銀行ビルで、モダニズム建築の宝石と呼べるものである。
その他、SOMの建築家として、彼はニューヨークのウォール街に建てられたチェース・マンハッタン銀行ビル（1961年。リーバ・ハウス同様のガラスの直方体の超高層ビルで、イサム・ノグチの中庭で知られる）、イェール大学のベイニッケ貴重書図書館（1963年、Beinecke Rare Book Library）、テキサス州オースティンのリンドン・B・ジョンソン記念図書館・博物館（1971年）、サウジアラビア・ジッダの国立商業銀行ビル（1981年 - 1983年）およびキング・アブドゥルアズィーズ国際空港のハッジ・ターミナル（1972年、巡礼者を捌くためのターミナルビル）などがある。
1950年代、彼はアメリカ国務省の在外建物運営局に雇われ、ドイツにおけるアメリカ合衆国領事館のいくつかについて、建築デザインの共同制作を行った。
バンシャフトが唯一手がけた個人住宅は、広さ210平方メートルの「トラバーチン・ハウス（Travertine House）」であり、これは自分の家族の住宅である。彼の死後この家はニューヨーク近代美術館（MoMA）に遺贈され、1995年にMoMAからマーサ・スチュワートに売却されている。彼女の大規模な改装計画は近所からの辛辣な批判を浴びた。2005年に彼女はこの家をファッション界の有力者ドナルド・マハラム（Donald Maharam）に売却したが、彼は「老朽化が激しく修理不能」と述べて解体してしまっている。
バンシャフトが残した個人的な文書はコロンビア大学のアヴェリー建築・美術図書館（Avery Architectural and Fine Arts Library）が保存している。また彼の描いた建築図面はSOMに保管されている。

## 作品
- 1951 - リーバ・ハウス（Lever House） - ニューヨーク
- 1953 - マニュファクチャラーズ・ハノーバー・トラスト・ブランチ・バンク
- 1961 - チェース・マンハッタン銀行ビル
- 1962 - Albright-Knox Art Gallery
- 1963 - トラバーチン・ハウス
- 1963 - ベイニッケ貴重書図書館- エール大学
- 1965 - Banque Lambert
- 1967 - Marine Midland Building
- 1971 - リンドン・ベインズ・ジョンソン図書館・博物館
- 1974 - Solow Building
- 1974 - ハーシュホーン博物館と彫刻の庭
- 1983 - National Commercial Bank, Jeddah